# Las Rozas Black Demons 2022
Questa voce raccoglie le informazioni riguardanti i Las Rozas Black Demons nelle competizioni ufficiali della stagione 2022.

## Maschile

### LNFA Serie A 2022

#### Stagione regolare
| Las Rozas de Madrid 15 gennaio 2022, ore 17:00 1ª giornata | Las Rozas Black Demons | 13 – 17 referto | Murcia Cobras | Campo de Rugby El Cantizal |

| Las Rozas de Madrid 22 gennaio 2022, ore 17:00 2ª giornata | Las Rozas Black Demons | 13 – 16 referto | Osos de Rivas | Campo de Rugby El Cantizal |

| Gijón 5 febbraio 2022, ore 15:00 3ª giornata | Gijón Mariners | 3 – 49 referto | Las Rozas Black Demons | Complejo Deportivo Las Mestas |

| Las Rozas de Madrid 26 febbraio 2022, ore 17:00 5ª giornata | Las Rozas Black Demons | 48 – 13 referto | Fuengirola Potros | Campo de Rugby El Cantizal |

| Murcia 5 marzo 2022, ore 17:00 6ª giornata | Murcia Cobras | 22 – 30 referto | Las Rozas Black Demons | Estadio José Barnés |

| Rivas-Vaciamadrid 19 marzo 2022, ore 15:00 7ª giornata | Osos de Rivas | 36 – 12 referto | Las Rozas Black Demons | Polideportivo Cerro del Telégrafo |

| Las Rozas de Madrid 26 marzo 2022, ore 17:00 8ª giornata | Las Rozas Black Demons | 49 – 14 referto | Gijón Mariners | Campo de Rugby El Cantizal |

| Fuengirola 24 aprile 2022, ore 12:00 10ª giornata | Fuengirola Potros | 0 – 26 referto | Las Rozas Black Demons | Polideportivo Elola |

#### Playoff
| 7 maggio 2022 Semifinale | Barberá Rookies | 14 – 37 | Las Rozas Black Demons |  |

| 21 maggio 2022 Spanish Bowl | Osos de Rivas | 28 – 12 | Las Rozas Black Demons |  |

### Statistiche di squadra
| Competizione           | %Vittorie | In casa | In casa | In casa | In casa | In casa | In casa | In trasferta | In trasferta | In trasferta | In trasferta | In trasferta | In trasferta | Totale | Totale | Totale | Totale | Totale | Totale |
| Competizione           | %Vittorie | G       | V       | N       | P       | Pf      | Ps      | G            | V            | N            | P            | Pf           | Ps           | G      | V      | N      | P      | Pf     | Ps     |
| ---------------------- | --------- | ------- | ------- | ------- | ------- | ------- | ------- | ------------ | ------------ | ------------ | ------------ | ------------ | ------------ | ------ | ------ | ------ | ------ | ------ | ------ |
| LNFA Stagione regolare | .625      | 4       | 2       | 0       | 2       | 123     | 60      | 4            | 3            | 0            | 1            | 117          | 61           | 8      | 5      | 0      | 3      | 240    | 121    |
| LNFA Playoff           | .500      | 0       | 0       | 0       | 0       | 0       | 0       | 2            | 1            | 0            | 1            | 49           | 42           | 2      | 1      | 0      | 1      | 49     | 42     |
| Totale                 | .600      | 4       | 2       | 0       | 2       | 123     | 60      | 6            | 4            | 0            | 2            | 166          | 103          | 10     | 6      | 0      | 4      | 289    | 163    |